# Гамаюн
Гамаюн (на руски: Гамаю̀н) е митично същество от руския фолклор.
Представлява голяма птица с женска глава и пророчески способности, която живее на остров далеч на изток, близо до рая. Символизира мъдростта и познанието.